# Jörg Heinrich
Jörg Heinrich (Rathenow, 1969. december 6. –) válogatott német labdarúgó, hátvéd, középpályás, majd edző.

## Pályafutása

### Klubcsapatban
1977-ben a keletnémet BSG Motor Rathenow csapatban kezdte a labdarúgást. 1982 és 1984 között a Vorwärts Frankfurt korosztályos csapataiban játszott, majd visszatért szülővárosa csapatához, ahol 1988-ban mutatkozott be az első csapatban. Egy szezon után a BSV Chemie Velten játékosa lett. Németország újraegyesítésekor, 1990-ben a Kickers Emden együtteséhez szerződött. Itt négy idényen át játszott, mikor az SC Freiburg leigazolta. 1996 és 1998 között a Borussia Dortmund labdarúgója volt, ahol egy bajnoki címet nyert az együttessel. Tagja volt az 1996–97-es bajnokok ligája győztes csapatnak. 1998 és 2000 között Olaszországba szerződött a Fiorentinához. 2000-ben visszatért a dortmundi csapathoz, ahol újabb bajnoki címet szerzett az együttessel és 2001–02-ben UEFA-kupa döntős volt a csapattal. A 2003–04-es idényben az 1. FC Köln játékosa volt. 2004 és 2007 között idényenként klubot váltott és így szerepelt a Ludwigsfelder FC, az Union Berlin és a  TSV Chemie Premnitz csapataiban.

### A válogatottban
1995 és 2002 között 37 alkalommal szerepelt a német válogatottban és két gólt szerzett. Részt vett az 1998-as franciaországi világbajnokságon.

### Edzőként
2013 óta szülővárosában dolgozik edzőként a BSC Rathenow 1994 csapatánál.

## Sikerei, díjai
Borussia Dortmund
- Német bajnokság (Bundesliga)
  - bajnok: 1995–96, 2001–02
- UEFA-bajnokok ligája
  - győztes: 1996–97
- Interkontinentális kupa
  - győztes: 1997
- UEFA-kupa
  - döntős: 2001–02